# فييسو أومبرتيانو
فييسو أومبرتيانو (بالإيطالية: Fiesso Umbertiano)‏ هي بلدية في مقاطعة رفيغة في منطقة فنيتة، شمال إيطاليا. تقع على بعد 80 كيلومترًا (50 ميلًا) جنوب غرب البندقية و20 كيلومترًا (12 ميلًا) جنوب غرب رفيغة.